# Eosentomon weinerae
Eosentomon weinerae är en urinsektsart som beskrevs av Andrzej Szeptycki 200. Eosentomon weinerae ingår i släktet Eosentomon och familjen trakétrevfotingar. Inga underarter finns listade i Catalogue of Life.